# Christoph Kainz

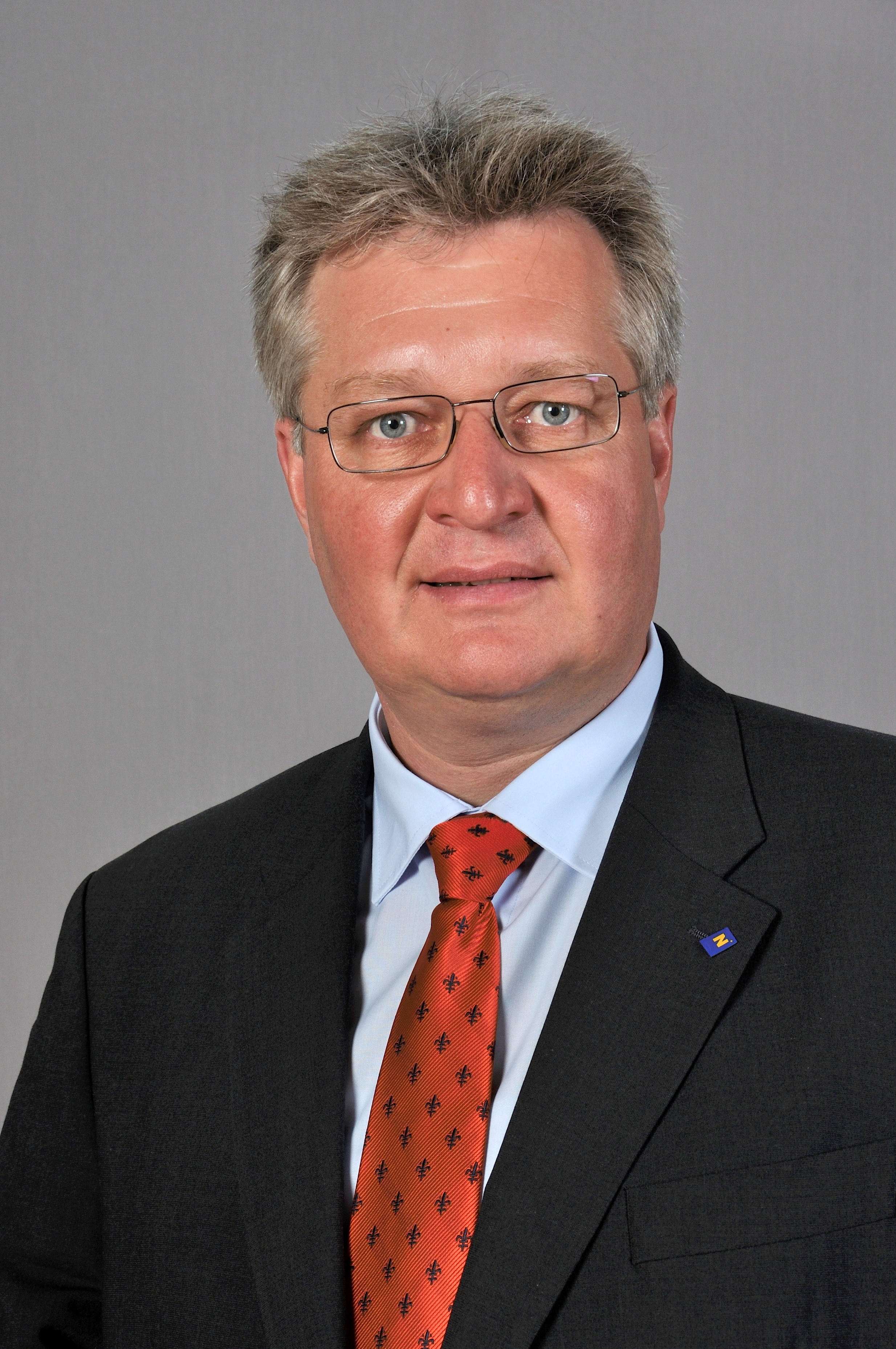
Christoph Kainz (2013)

Christoph Kainz (* 27. April 1967 in Mödling) ist ein österreichischer Beamter und Politiker (ÖVP). Seit April 2013 ist er Abgeordneter zum niederösterreichischen Landtag. Von 2002 bis 2008 war er Abgeordneter zum Nationalrat und von 2009 bis 2013 war er Mitglied des Bundesrates. Seit 1997 ist er Bürgermeister der Marktgemeinde Pfaffstätten.

## Ausbildung und Beruf
Christoph Kainz besuchte von 1973 bis 1977 die Volksschule in Pfaffstätten und im Anschluss die Hauptschule in Baden bei Wien. 1981 wechselte er an die Höhere technische Lehranstalt Mödling, wobei er 1985 die Abteilung Tischlerei und Raumgestaltung mit der Matura abschloss. Zwischen 1985 und 1986 leistete er den Präsenzdienst ab.
Kainz arbeitete zwischen 1986 und 1990 als Angestellter der Bundesländer Versicherung im Außendienst und wechselte 1990 zur Niederösterreichischen Landesregierung ins Jugendreferat. Seit 2002 ist er dort karenziert.

## Politik
Kainz war zwischen 1984 und 1990 Ortsobmann der Jungen ÖVP Pfaffstätten und von 1985 bis 1989 Bezirksobmann der Jungen ÖVP Baden. Kainz wechselte 1990 in den Gemeinderat von Pfaffstätten, dem er bis heute angehört, 1997 wurde er zum Bürgermeister der Marktgemeinde gewählt. Er ist seit 1997 Gemeindeparteiobmann der ÖVP Pfaffstätten und wurde 2000 zum Bezirksparteiobmann der ÖVP Baden gewählt.
Kainz war von 2002 bis 2008 Abgeordneter zum Nationalrat der XXIII. Gesetzgebungsperiode und Mitglied in den Ausschüssen für Tourismus, Verkehr, Land- und Forstwirtschaft, Kultur und Umwelt. Von Februar 2009 bis April 2013 war er Mitglied des Bundesrates. Seit April 2013 ist Kainz Abgeordneter zum NÖ Landtag.
Im Jahr 2016 wurde er Präsident des NÖ Zivilschutzverbandes, in welchem er davor seit 2014 als Vizepräsident tätig war.
Für die am 28. Jänner stattfindende Landtagswahl in Niederösterreich 2018 wurde Kainz als Spitzenkandidat der Volkspartei im Bezirk Baden nominiert. 2020 folgte ihm Andreas Steiner als Bezirksobmann des Niederösterreichischen Arbeitnehmerinnen- und Arbeitnehmerbundes (NÖAAB) im Bezirk Baden nach.
Bei der Landtagswahl 2023 trat er erneut als ÖVP-Spitzenkandidat im Landtagswahlkreis Baden an.

## Privates
Kainz ist seit 1993 verheiratet und hat drei Töchter. Er ist aktives Mitglied der Freiwilligen Feuerwehr Pfaffstätten und trägt derzeit den Dienstgrad Ehrenhauptlöschmeister.

## Auszeichnungen
- Feuerwehrleistungsabzeichen in Silber
- Funkleistungsabzeichen
- Ehrenzeichen für vieljährige verdienstvolle Tätigkeit auf dem Gebiete des Feuerwehr- und Rettungswesens für 25 Jahre
- 2013: Silbernes Verdienstzeichen des Österreichischen Bundesfeuerwehrverbandes
- 2014: Großes Silbernes Ehrenzeichen für Verdienste um die Republik Österreich
- 2023: Silbernes Komturkreuz des Ehrenzeichens für Verdienste um das Bundesland Niederösterreich[5]